# Samuel Ward (universitaire)
Samuel Ward (1572-1643) est un universitaire anglais et un maître à l'Université de Cambridge. Il est l'un des délégués de l'Église d'Angleterre au Synode de Dordrecht.

## Biographie
Il est né à Bishop Middleham, dans le comté de Durham. Il est un érudit du Christ's College, Cambridge, où en 1592 il obtient un BA En 1595, il est élu à une bourse à l'Emmanuel College, et l'année suivante obtient un MA. En 1599, il devient membre du nouveau Sidney Sussex College.
William Perkins lui confie pour publication son traité, Problema de Romanae Fidei ementito Catholicismo ; Ward le publie avec une préface adressée à Jacques Ier, dont il est peu après nommé aumônier. Ward est l'un des érudits impliqués dans la traduction et la préparation de la Bible du roi Jacques. Il sert dans la "Second Cambridge Company" chargée de traduire les Apocryphes. Pendant ce temps, il fait la connaissance de James Ussher, qu'il assiste dans les recherches patristiques.
En 1610, Sidney l'élit à la maîtrise du collège et il est créé DD, après avoir été admis BD en 1603. Il est maintenant reconnu comme un modéré aux vues calvinistes, fortement attaché à l'Église d'Angleterre. Thomas Fuller, qui est son élève au Sidney Sussex College, le trouve cohérent. En 1615, Ward est nommé prébendier de la cathédrale de Wells et archidiacre de Taunton. Le 21 février 1618, il est nommé prébendier d'York et, l'année suivante, il est l'un des délégués anglais au Synode de Dordrecht. Des lettres lui sont adressées par Thomas Wallis, Gerard Herbert, Joseph Hall (évêque) (en) et Arthur Lake. Simon Episcopius le considère comme le délégué le plus savant du synode.
En 1623, il est nommé professeur de théologie au collège Lady Margaret à l'université. Il est l'un des examinateurs de la licence du livre de George Carleton contre "Appeale" de Richard Montagu ; il est ensuite supprimé par William Laud ; et il semble avoir lui-même pris part à l'attaque de Montagu, dont il a été à un moment l'aumônier. Il concourt à la censure d'un sermon prêché à Great St. Mary's par un certain Adams en 1627, préconisant la pratique de la confession (Canterburies Doom, pp. 159–92); et quand Isaac Dorislaus (en) est nommé professeur d'histoire à Cambridge, il l'accueille. Il semble également avoir écrit une réponse au traité anti-calviniste God's Love to Mankind par Henry Mason et Samuel Hoard.
Lorsque la première guerre civile anglaise éclate, il ne suis pas la Solemn League and Covenant, et en conséquence il est rejeté par la majorité presbytérienne. En 1643, avec beaucoup d'autres, il est emprisonné au St. John's College jusqu'à ce que, sa santé déclinant, il soit autorisé à se retirer dans son propre collège. Il est assisté pendant ses derniers jours par Seth Ward. Le 30 août 1643, alors qu'il assiste au service de la chapelle, il est victime d'un malaise et meurt le 7 septembre suivant. Ses obsèques sont officiellement célébrées le 30 novembre, lorsqu'une oraison funèbre est prononcée à Great St. Mary's par Henry Molle, l'orateur public, et un sermon prêché par l'ami et admirateur de Ward, Ralph Brownrigg (en). Il est inhumé dans la chapelle du collège.
Il a comme élèves Edward Montagu, 2e comte de Manchester et Richard Holdsworth (en), et il a soutenu à la fois Abraham Wheloc et Simon Birkbeck.

## Manuscrit de la Bible du roi Jacques
En 2015, le professeur Jeffrey Alan Miller de l'Université d'État de Montclair annonce la découverte d'un premier projet de manuscrit d'une partie de la Bible du roi Jacques, en particulier 1 Esdras et Sagesse 3-4, parmi les articles de Ward dans les archives du Sidney Sussex College, Cambridge. Rédigé de la propre écriture de Ward et datant de 1604 à 1608, le manuscrit montre Ward traduisant des parties des Apocryphes, avec des notes de traduction en latin, grec et hébreu. Le manuscrit met en lumière le processus de traduction utilisé pour la Bible King James, notamment que de nombreuses parties ont été au moins initialement traduites indépendamment et non en collaboration comme on le pensait à l'origine.
Avant Miller, l'existence du brouillon de Ward de 1 Esdras avait déjà été notée au début du XIXe siècle par le bibliothécaire et érudit Henry Todd, dans sa biographie de Brian Walton. Todd, cependant, n'a jamais précisé le cahier exact en question qui contenait le projet de Ward de 1 Esdras. Il a également négligé l'existence dans le même cahier du brouillon de Sagesse 3-4.

## Travaux
- Gratia discriminans : Concio ad Clerum habita Cantabrigiae, 12 janvier 1625, Londres 1626.
- Magnetis reductorium Theologicum Tropologicum, in quo ejus novus, verus et supremus usus indicatur, Londres, 1637 ; le même traduit par Harbottle Grimston, Londres, 1640. Selon Cotton Mather, cela a été en fait écrit par Samuel Ward d'Ipswich[4].
- De Baptismatis Infantilis vi et efficacia Disceptatio, Londres, 1653.
- Opera nonnulla : Declamationes Theologicae, Tractatus de justificatione, Praelectiones de peccato originali. Edité par Setho Wardo . 2 points, Londres, 1658.
- Lettre à W. Harvey, MD, concernant un crâne pétrifié, dans Specimens of the Hand writing of Harvey, édité par George Edward Paget, Cambridge 1849.
- 'The Diary Of Samuel Ward: A Translator Of The 1611 King James Bible', édité par John Wilson Cowart et MM Knappen, contient des pages survivantes de son journal allant du 11 mai 1595 au 1er juillet 1632.